# Солёная Куба
Солёная Куба (устар. — Соляная Куба) — река в Заволжье, левый приток реки Еруслан. Длина — 81 км. Площадь бассейна — 1190 км²
Берёт начало на водоразделе рек Малый Узень и Еруслан близ села Запрудного. Впадает в реку Еруслан на территории Волгоградской области у села Валуевка.
В верхнем течении пересыхает. Пересекает железнодорожную линию Красный Кут — Астрахань Приволжской железной дороги между станциями Лепехинская и Глубинный. На реке расположено село Кано (Старополтавский район Волгоградской области).